# Revolução Verde da Índia

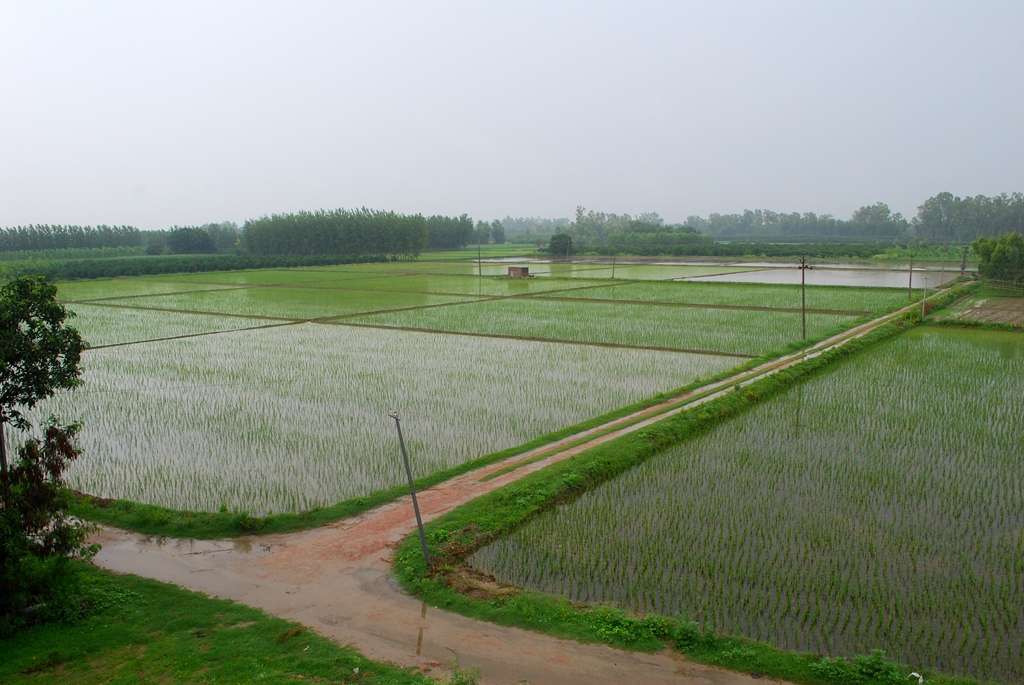
O estado de Punjab liderou a Revolução Verde da Índia e ganhou a distinção de ser o "celeiro da Índia".

A Revolução Verde foi um período que começou na década de 1960, durante o qual a agricultura na Índia foi convertida em um sistema industrial moderno pela adoção de tecnologia, como o uso de sementes de variedade de alto rendimento (HYV), ferramentas agrícolas mecanizadas, instalações de irrigação, pesticidas e fertilizantes. Liderado principalmente pelo cientista agrícola M. S. Swaminathan na Índia, esse período foi parte do maior esforço da Revolução Verde iniciado por Norman Borlaug, que alavancou a pesquisa e a tecnologia agrícola para aumentar a produtividade agrícola no mundo em desenvolvimento.
Sob a liderança dos líderes do Congresso Lal Bahadur Shastri e Indira Gandhi, a Revolução Verde na Índia começou em 1968, levando a um aumento na produção de grãos de alimentos, especialmente em Punjab, Haryana, e Uttar Pradesh. Os principais marcos desta empreitada foram o desenvolvimento de variedades de trigo de alto rendimento e de variedades de trigo resistentes à ferrugem. Os efeitos de longo prazo da revolução verde foram analisados por ambientalistas como Vandana Shiva e outros que dizem que ela causou maiores problemas ambientais, financeiros e sociológicos, como secas, endividamento rural e suicídios de agricultores. Os relatórios demonstraram a deterioração do solo devido à utilização de produtos químicos, o que levou ao colapso dos sistemas agrícolas em muitas regiões do país e afetou negativamente os agricultores, o abastecimento de alimentos e de água.